# Zaïre (munteenheid)
De zaïre is een voormalige munteenheid van de Democratische Republiek Congo en de Republiek Zaïre van 1967 tot 1993. Op 1 januari 1993 werd de zaïre vervangen door de nieuwe zaïre met een wisselkoers van 3 miljoen oude zaïres voor één nieuwe zaïre.
In 1967, geen twee jaar nadat Mobutu Sese Seko aan de macht gekomen was, verving de zaïre de Congolese frank, met een waarde van 2,00 USD. Eén zaïre werd onderverdeeld in 100 makuta (enkelvoud: likuta; symbool: K) of 10 000 sengi (symbool: s). Vanwege de kleine waarde van de sengi - nog versterkt door inflatie - werd er slechts één muntstuk in sengi uitgebracht, het stuk van 10 sengi uit 1967. In tegenstelling tot wat gebruikelijk is voor andere munteenheden, schreef men bedragen in zaïre gewoonlijk met drie nullen na de komma, zelfs nadat inflatie de waarde sterk verminderd had.
In 1976 werd de zaïre opgewaardeerd tot 1,1 zaïre, met een pariteit 1 Z = 1 XDR. Opeenvolgende opwaarderingen, in 1978, 1979, 1980 en 1981, gaven de zaïre een reële waarde. In de jaren tachtig en negentig leed de zaïre onder een zware devaluatie. In december 1992 was de wisselkoers 1 990 000 Z voor 1 USD. In januari 1993 probeerde de regering zelfs een biljet ter waarde van 5 miljoen zaïre in te voeren. De oppositie wees deze operatie af en raadde de handelaars aan dit biljet te weigeren. Vele mensen weigerden inderdaad biljetten van 5 miljoen zaïre te aanvaarden voor betalingen of kenden er een lagere waarde aan toe, maar aangezien de soldaten alleen in deze biljetten betaald werden, leidde hun weigering tot plunderingen in Kinshasa. Hetzelfde jaar nog verving men de in ongenade gevallen zaïre door de nieuwe zaïre.

## Muntstukken
In 1967 gaf de Banque Nationale du Congo ("Nationale Bank van Congo") muntstukken uit in denominaties van 10 sengi, 1 en 5 makuta, de laagste twee denominaties in aluminium en de hoogste in kopernikkel. In 1973 werden de eerste muntstukken uitgegeven door de Banque du Zaïre ("Bank van Zaïre"): 5, 10, en 20 makuta in kopernikkel. In 1987 werd een nieuwe muntslag ingevoerd, bestaande uit stukken van 1 en 5 zaïre in messing, in 1988 aangevuld met een stuk van 10 zaïre.

## Biljetten
In 1967 gaf de Banque Nationale du Congo biljetten uit ter waarde van 10, 20 en 50 makuta, 1 en 5 zaïre (ook aangeduid als 100 en 500 makuta). In 1971 werden ook biljetten van 10 zaïre gedrukt. In 1972 begon de Banque du Zaïre biljetten van 1, 5 en 10 zaïre uit te geven, gevolgd door briefjes van 50 makuta in 1973. Biljetten van 50 zaïre werden ingevoerd in 1980, gevolgd door 100 zaïre in 1983, 500 zaïre in 1984, 1000 zaïre in 1985, 5000 zaïre in 1988, 10 000 zaïre in 1989, 2000, 20 000 en 50 000 zaïre in 1991 en, ten slotte, 100 000, 200 000, 500 000, 1 miljoen en 5 miljoen in 1992.